# Don’t Lose Your Cool
 Don’t Lose Your Cool — студийный альбом Albert Collins And The Icebreakers, группы Альберта Коллинза, выпущенный в 1983 году. Альбом является лауреатом 4th Annual Blues Awards 1983 года в номинации «Альбом современного блюза».

## Об альбоме
Альбом записывался в Уиннетке близ Чикаго на Red Label Recording.  
Стивен Кук из Allmusic сказал, что «на протяжении всего альбома Коллинз выдает множество своих резких, колючих гитарных фраз и грубо высеченного вокала» . 
В журнале Guitar World альбом оценили как «Самый „техасский“ [имеется в виду техасский блюз] альбом Коллинза, с данью уважения его кумирам Перси Мэйфилду, Биг Уолтеру Прайсу и Гитару Слиму…Кинетический… его гитара режет так, словно лазерный пистолет режет мороженое» 
Роберт Кристгау, поставив альбому B+ (хорошая запись, как минимум одну из сторон можно слушать с неослабевающим интересом, но и другая включает в себя хотя бы один приносящий удовольствие трек) сказал про альбом: «Начинаясь с зажигательного буги, затем заимствуя мудрость у Перси Мэйфилда и остроумие у Оскара Брауна-младшего, альбом сыгран на грани, и там есть всё, что вы могли бы желать от блюзового альбома, за исключением того, что это не совсем не просто ещё один хороший блюзовый альбом. Обязательно для поклонников и прекрасное введение для новичков, а неопределившиеся могут продолжать жить насыщенной и осмысленной жизнью и без этого альбома» 
Блюз. Ру. отзывается об альбоме как: «Звук довольно приятный и живой для 1983 года, программа разнообразная и энергичная. Очень хорош Крис Форман на органе, есть духовая секция и ритм-гитарист. Резкий и высокий звук гитары Коллинза на месте, его пение с хорошим чувством юмора тоже. „Don’t Lose Your Cool“ — старый инструментал Алберта еще с 50-х годов — отличный номер. „Broke“ — классный фанки-блюз в фирменном стиле Алберта. Один из лучших дисков Коллинза по звуку и материалу» .

## Список композиций
| №  | Название                        | Автор(ы)        | Длительность |
| -- | ------------------------------- | --------------- | ------------ |
| 1. | «Get To Gettin'»                | Стюарт Прайс    | 3:12         |
| 2. | «My Mind Is Trying To Leave Me» | Перси Мэйфилд   | 3:12         |
| 3. | «Broke»                         | Чак Хиггинс     | 4:12         |
| 4. | «Don't Lose Your Cool»          | Альберт Коллинз | 4:39         |

| №  | Название                        | Автор(ы)                       | Длительность |
| -- | ------------------------------- | ------------------------------ | ------------ |
| 5. | «When A Guitar Plays The Blues» | Харвард Хейблс, Рой Ли Джонсон | 5:12         |
| 6. | «…But I Was Cool!»              | Оскар Браун младший            | 3:09         |
| 7. | «Melt Down»                     | Альберт Коллинз                | 4:03         |
| 8. | «Ego Trip»                      | Альберт Коллинз                | 4:32         |
| 9. | «Quicksand»                     | Гитар Слим                     | 3:28         |

## Участники записи
- Альберт Коллинз — гитара, вокал

- Ларри Бёртон — ритм-гитара
- Крис Форман — клавишные
- Эй Си Рид — саксофон-тенор, соло (B5)
- Эбб Лок — саксофон-тенор, соло (A2, B3, B4)
- Дино Спеллс — саксофон-альт, соло (B5)
- Джонни Би Гейден — бас-гитара
- Кейси Джонс  — ударные, вокал

Производство
- Брюс Иглауэр — продюсер
- Дик Шурман — продюсер
- McCamant A&D, Inc. — дизайн конверта
- Фред Брейтберг — звукооператор
- Дон Маклиз — аннотация на обложке
- Майк Уэйнштейн — фотография